# Agrypon signatum
Agrypon signatum là một loài tò vò trong họ Ichneumonidae.